# Dobrzanica (gmina)
Dobrzanica – dawna gmina wiejska w powiecie przemyślańskim województwa tarnopolskiego II Rzeczypospolitej. Siedzibą gminy była Dobrzanica.
Gminę utworzono 1 sierpnia 1934 r. w ramach reformy na podstawie ustawy scaleniowej z dotychczasowych gmin wiejskich: Brzuchowice, Dobrzanica, Korzelice, Ostałowice, Tuczne, Wojciechowice i Żędowice.
Po wojnie obszar gminy został odłączony od Polski i włączony do Ukraińskiej SRR.